# Tragia vogelii
Tragia vogelii là một loài thực vật có hoa trong họ Đại kích. Loài này được Keay miêu tả khoa học đầu tiên năm 1955.